# Riekoperla occidentalis
Riekoperla occidentalis is een steenvlieg uit de familie Gripopterygidae. De wetenschappelijke naam van de soort is voor het eerst geldig gepubliceerd in 1984 door Hynes & Bunn.